# Italo Amerigo Passani

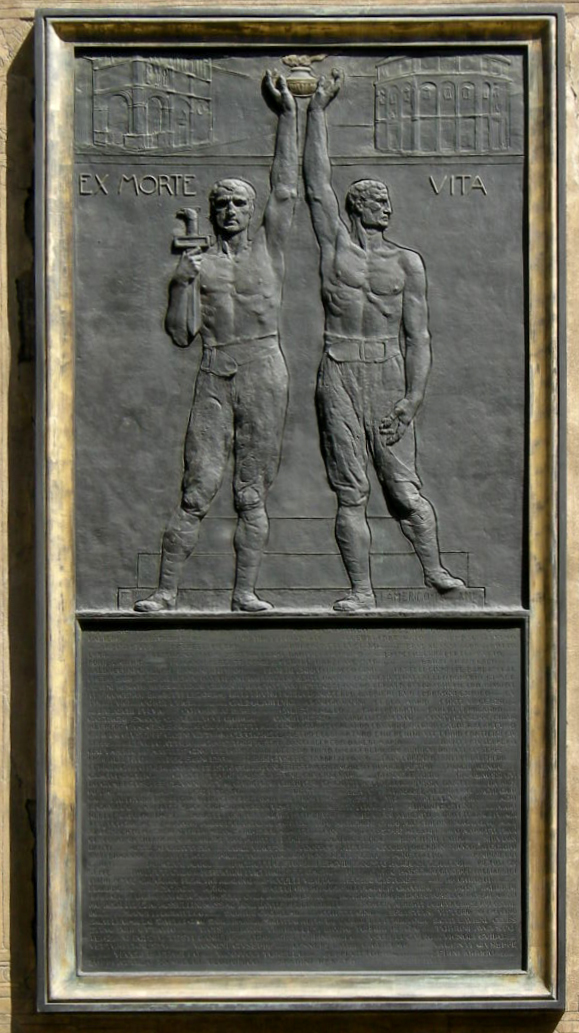
Ex-morte vita, lapide ai caduti su palazzo Ricci-Altoviti a Firenze (1926)

Italo Amerigo Passani (Carrara, 22 giugno 1882 – 1963?) è stato uno scultore italiano.

## Biografia
Fratello maggiore di Decimo Passani, si formò all'Accademia di belle arti di Firenze, allievo tra gli altri di Augusto Rivalta. Grazie al clima favorevole ai giovani artisti nel primo quarantennio del Novecento, partecipò a numerose esposizioni italiane e straniere, come quella di New York del 1924. 
Fu attivò durante la "monumentomania", realizzando statue e lapidi ai caduti, come quella di palazzo Ricci-Altoviti, in collaborazione con il pittore Umberto Bargellini, o quella del rione Monticelli (che cita il David di Michelangelo). In tali opere si vede una ripresa in chiave monumentale dello stiacciato, memore di tradizioni rinascimentali come quella della medaglia o della placchetta. Nel 1925 realizzò la grande statua a tutto tondo per il monumento ai Caduti di Peretola, modellando un soldato che scaglia una bomba a mano, ricco di richiami classici e dalla posa articolata. Perduta è invece la statua del monumento di Santa Fiora, che rappresentava un giovane a torso nudo che scaglia un masso al nemico.
Realizzò inoltre monumenti e lapidi per i cimiteri fiorentini di Trespiano e delle Porte Sante.
Fu accademico onorario dell'Accademia delle arti del disegno dal 1923, e dal 1933 membro corrispondente.

## Disegni

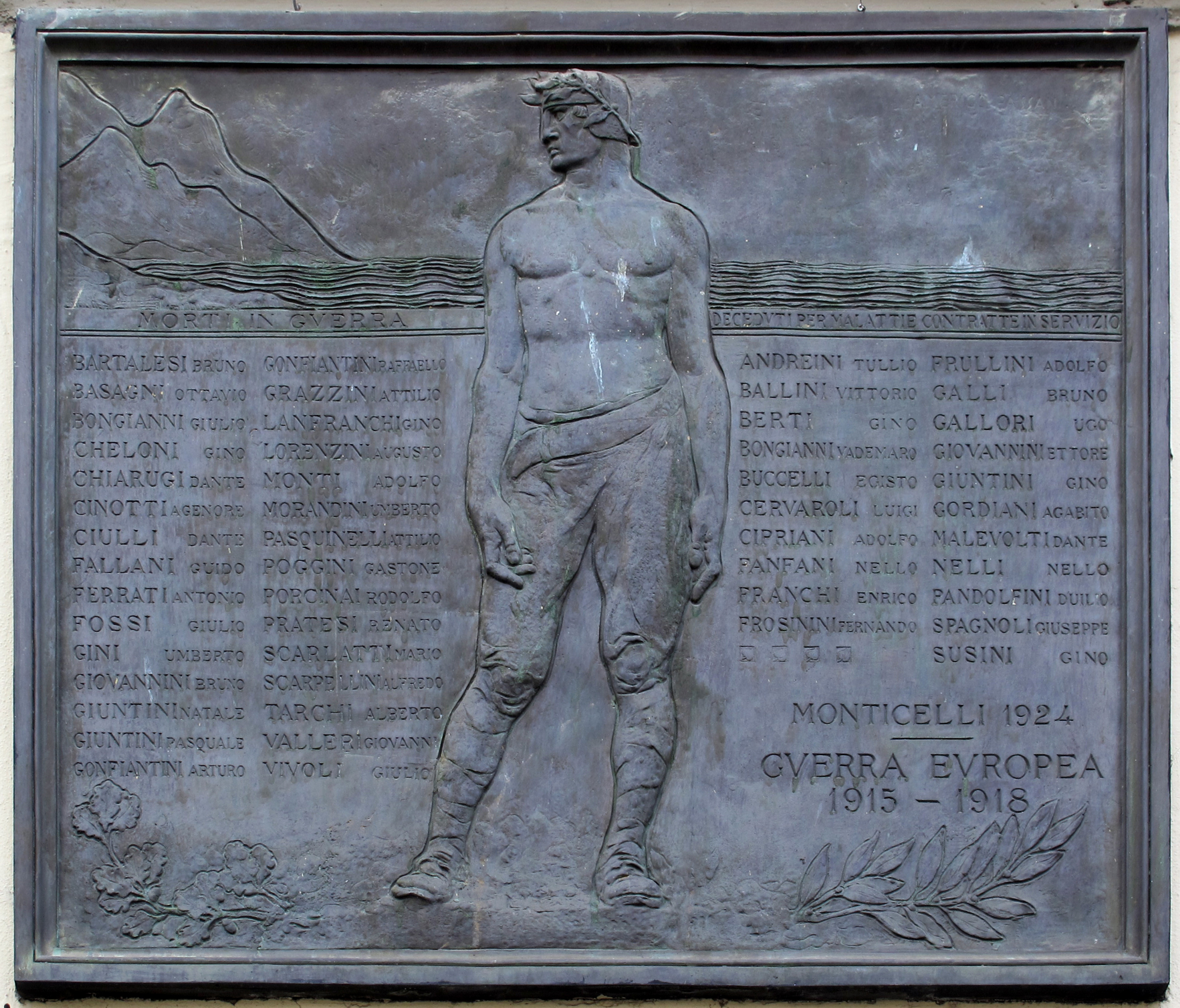
Lapide ai caduti del rione Monticelli, Firenze, 1924

La Saletta Gonnelli nel dicembre del 1928 espose quattordici disegni di Italo Amerigo Passani che così venne presentato: «Col suo segno incisivo, Passani, non tradisce la qualità di scultore anche quando la bravura sorpassa l'osservazione. Di questa abilità egli sa farsene un pregio e ci fa pensare a certi antichi maestri i quali non distruggevano l'armonia della linea anche quando andavano incontro a scorrezioni». Tra questi disegni si trova una citazione del Cristo morto di Andrea Mantegna.